# Ole Guldbrandsen
Ole Johannes Norden Guldbrandsen (født 21. december 1942 i København) er en dansk skuespiller, regissør og toneassistent. 
Han er søn af skuespiller og instruktør Peer Guldbrandsen og voksede frem til 1949 op i Sverige. Ole Guldbrandsen debuterede i filmen Gengæld i 1955. I 1960'erne arbejdede han som toneassistent på en række film, ligesom han havde nogle filmroller. Han fungerede derefter som regissør i DR. 

## Filmografi

### Som skuespiller
- Gengæld (1955)
- Amor i telefonen (1957)
- Jeg - en marki (1967)
- Amour (1970)
- Præriens skrappe drenge (1970)
- Og så er der bal bagefter (1970)
- Min søsters børn når de er værst (1971)

### Bag kameraet
- Harry og kammertjeneren (1961)
- Premiere i helvede (1964)
- Pigen og millionæren (1965)
- Jeg - en kvinde (1965)
- Nyhavns glade gutter – (Onkel Joakims hemmelighed) (1967)
- Elsk din næste (1967)
- Jeg - en marki (1967)
- Pigen fra Egborg (1969)
- De fem og spionerne (1969)
- Præriens skrappe drenge (1970)